# بنك قطر للتنمية
بنك قطر للتنمية (QDB) ، المعروف سابقًا باسم بنك قطر للتنمية الصناعية، هو بنك في قطر يقدم خدمات مالية ومصرفية وقروض لتطوير قطاعات الصناعة والسياحة والتعليم والرعاية الصحية والزراعة والثروة الحيوانية السمكية في الاقتصاد القطري. تم إنشاؤه في عام 1997 بموجب المرسوم الأميري رقم 14 بهدف تنويع الاقتصاد القطري من خلال تشجيع المشاريع التنموية.

## روابط خارجية
- الموقع الرسمي